# Big Jim Sullivan
Big Jim Sullivan (14 de febrero de 1941 - 2 de octubre de 2012) fue un músico inglés, cuya carrera comenzó en 1959. Fue más conocido como guitarrista de sesión. En los años 1960 y 1970 fue uno de los músicos de estudio más solicitados en el Reino Unido, y realizó más de un millar de sencillos a lo largo de su carrera. Él también fue acreditado como pionero en el uso de la fuzzbox y el talkbox.

## Grabaciones notables
El trabajo de Sullivan en la guitarra aparece en las siguientes canciones: -
- 1959 Marty Wilde - "Bad Boy"
- 1961 Michael Cox - "Sweet Little Sixteen"
- 1961 Krewkats - "The Bat"
- 1962 John Barry - James Bond Theme
- 1962 Tony Hatch - "Out of This World"
- 1963 The Tremeloes - "Twist and Shout"
- 1963 Bern Elliott and the Fenmen - "Money (That's What I Want)"
- 1964 P.J. Proby - "Hold Me" y "Together"
- 1964 Dave Berry - "The Crying Game"
- 1964 Freddie and the Dreamers - "I Love You Baby"
- 1964 Simon Scott - "Move It Baby"
- 1964 Brian Poole and the Tremeloes - Candy Man
- 1965 Gerry & The Pacemakers - Ferry Cross the Mersey
- 1965 Donovan - Catch the Wind y Colours
- 1965 Eddy Mitchell - (I Can't Get No) Satisfaction
- 1965 Vashti Bunyan - Some things just stick in your mind
- 1966 Joe Loss - A Shot in the Dark (Henry Mancini)
- 1967 The Small Faces - Itchycoo Park
- 1967 Clinton Ford - El Paso
- 1967 The Truth - Walk Away Renee
- 1968 Johnny Hallyday - A Tout Casser
- 1968 Anita Harris - Dream A Little Dream Of Me
- 1968 The Koan (para el álbum Sitar Beat con John McLaughlin)
- 1970 Green Bullfrog - Ritchie Blackmore, Ian Paice y Albert Lee
- 1971 Serge Gainsbourg - Histoire de Melody Nelson
- 1971 Cliff Richard - Silvery Rain
- 1972 Julie Felix - Clotho's Web
- 1972 Gilbert O'Sullivan - Alone Again (Naturally)
- 1972 Tom Jones - The Young New Mexican Puppeter
- 1970s If I Could Only Play Like That
- 1974 Alvin Stardust - Jealous Mind and Guitar Star
- 1974 Cascade (en el álbum Big Jim's Back)
- 1976 Geoff Love - (Manuel and his Music of the Mountains) y Rodrigo's Guitar Concerto
- 1977 The Walker Brothers - Shutout (incluido en el álbumNite Flights)
- 1977 Peace And Quiet - (en el álbum Test of Time)
- 1977 Strange (en el álbum Test of Time)
- 1984 Matt Bianco - Get Out Of Your Lazy Bed
- 2006 Caravan (from the DVD Guitar Maestros)
- 2006 Classical Gas - (Guitar Maestros)

## Sencillos Número Uno
- 09.11.1960 Frankie Vaughan - "Tower of Strength"
- 26.01.1961 Petula Clark - "Sailor"
- 01.06.1961 Eden Kane - "Well I Ask You"
- 02.11.1961 Danny Williams - "Moon River"
- 10.05.1962 Mike Sarne - "Come Outside"
- 05.07.1962 Frank Ifield - "I Remember You"
- 25.10.1962 Frank Ifield - "Lovesick Blues"
- 10.01.1963 Jet Harris and Tony Meehan - "Diamonds"
- 24.01.1963 Frank Ifield - "Wayward Wind"
- 27.06.1963 Frank Ifield - "Confessin'"
- 12.09.1963 Brian Poole and the Tremeloes - "Do You Love Me"
- 23.01.1964 The Bachelors - "Diane"
- 06.02.1964 Cilla Black - "Anyone Who Had a Heart"
- 12.03.1964 Peter & Gordon - "A World Without Love"
- 02.04.1964 The Four Pennies - "Juliet"
- 07.05.1964 Cilla Black - "You're My World"
- 17.12.1964 Georgie Fame - "Yeh Yeh"
- 07.01.1965 The Seekers - "I'll Never Find Another You"
- 11.02.1965 Tom Jones - "It's Not Unusual" (not the main guitar)
- 22.04.1965 Jackie Trent - "Where Are You Now (My Love)"
- 13.05.1965 Sandie Shaw - "Long Live Love"
- 19.08.1965 The Walker Brothers - "Make It Easy On Yourself"
- 02.09.1965 Ken Dodd - "Tears"
- 28.10.1965 The Seekers - "The Carnival Is Over"
- 13.01.1966 The Overlanders - "Michelle"
- 03.03.1966 The Walker Brothers - "The Sun Ain't Gonna Shine Anymore"
- 31.03.1966 Dusty Springfield - "You Don't Have to Say You Love Me"
- 23.06.1966 Chris Farlowe - "Out of Time"
- 10.11.1966 Tom Jones - "Green, Green Grass of Home"
- 26.01.1967 Engelbert Humperdinck - "Release Me"
- 02.02.1967 Petula Clark - "This Is My Song"
- 16.03.1967 Sandie Shaw - "Puppet on a String"
- 27.04.1967 The Tremeloes - "Silence Is Golden"
- 23.08.1967 Engelbert Humperdinck - "The Last Waltz"
- 08.11.1967 Long John Baldry - "Let The Heartaches Begin"
- 03.01.1968 Love Affair - "Everlasting Love"
- 14.02.1968 Esther and Abi Ofarim - "Cinderella Rockafella"
- 14.02.1968 Dave Dee, Dozy, Beaky, Mick and Tich - "The Legend of Xanadu"
- 08.05.1968 Des O'Connor - "I Pretend"
- 06.11.1968 The Scaffold - "Lily The Pink"
- 04.12.1968 Marmalade - "Ob-La-Di, Ob-La-Da"
- 08.02.1969 Peter Sarstedt - "Where Do You Go To (My Lovely)"
- 11.07.1969 Thunderclap Newman - "Something in the Air"
- 30.07.1969 Jane Birkin and Serge Gainsbourg - "Je t'aime... moi non plus"
- 22.11.1969 Rolf Harris - "Two Little Boys"
- 04.04.1970 Dana - "All Kinds of Everything"
- 05.06.1971 Middle of the Road - "Chirpy Chirpy Cheep Cheep"
- 13.11.1971 Benny Hill - "Ernie (The Fastest Milkman in the West)"
- 18.12.1971 New Seekers - "I'd Like to Teach the World to Sing"
- 21.10.1972 Gilbert O'Sullivan - "Clair"
- 17.03.1973 Gilbert O'Sullivan - "Get Down"
- 26.05.1973 Peters and Lee - "Welcome Home"
- 24.11.1973 New Seekers - "You Won't Find Another Fool Like Me"
- 16.02.1974 Alvin Stardust - "Jealous Mind"
- 18.01.1975 Pilot - "January"

## Álbumes
- 1964 - Big Jim Sullivan (Charles Blackwell and Jimmy Sullivan) - Classics With A Beat (deleted)
- 1965 - Big Jim Sullivan (Charles Blackwell and Jimmy Sullivan) - Folklore With A Beat (deleted)
- 1967 - M Kansara (aka Big Jim Sullivan) De Wolfe Records DWLP3060 - - Sounds of India (deleted)
- 1968 - Big Jim Sullivan & Barry Morgan - The Perfumed Garden (deleted)
- 1968 - Big Jim Sullivan - Sitar Beat (available on CD)
- 1969 - Big Jim Sullivan - Lord Sitar (available on CD)
- The 1970 album Jim Sullivan - UFO (label Monnie or Century City) is not Big Jim Sullivan (deleted)
- The 1972 album self titled Jim Sullivan (label Playboy) is not Big Jim Sullivan (deleted)
- 1973 - Big Jim Sullivan - Sullivan Plays O'Sullivan (deleted)
- 1974 - Big Jim Sullivan - Big Jim's Back (available on CD)
- 1975 - Tiger - Tiger (deleted)
- 1976 - Tiger - Goin' Down Laughing (deleted)
- 1983 - Tiger - Test Of Time (deleted - unreleased when recorded in 1977, but released later by manager John Glover)
- 1992 - Jim Sullivan - Forbidden Zones - Guitar Tutoring (deleted VHS)
- 1994 - Tiger - Test Of Time (available on CD)
- 1998 - Big Jim Sullivan - Big Jim's Back / Tiger (available on CD)
- 2001 - Big Jim Sullivan - Mr Rock Guitar (aka Ultimate Rock Guitar) (available on CD)
- 2003 - BJS Duo - Hayley's Eyes (available from Sullivan's BJS Duo website on CD)
- 2003 - Big Jim Sullivan - Rockin' Rebels (deleted)
- 2004 - The Big Jim Sullivan Trio - Jazz Cafe (available on three CDs)
- 2005 - The Big Jim Sullivan Band - Live At Coolham (available from Sullivan's website on two VHS tapes)
- 2006 - Big Jim Sullivan - Guitar Maestros (available on DVD - Sound Techniques)